# Kenza Chapelle
Kenza Chapelle (in arabo كنزة شابيل‎?; Montreuil, 22 agosto 2002) è una calciatrice francese naturalizzata marocchina, attaccante del Strasburgo e della nazionale marocchina.

## Carriera

### Nazionale
Chapelle venne convocata dal commissario tecnico della nazionale marocchina Reynald Pedros in occasione dell'amichevole con l'Italia del 1º luglio 2023, debuttando da titolare nell'incontro poi terminato a reti inviolate.
Successivamente Pedros decide di concederle fiducia inserendola nella lista delle 23 calciatrici convocate per il Mondiale di Australia e Nuova Zelanda 2023, condividendo con le compagne, pur senza mai essere impiegata nel torneo, il percorso che vede la sua nazionale, inserita nel gruppo H, classificarsi al secondo posto nel girone, superando lo scoglio della fase a gironi per poi venire eliminata dalla agli ottavi di finale.
Quell'anno Chapelle marca una presenza nella sconfitta per 2-0 del 26 ottobre con la Namibia, partita valida per il torneo preolimpico CAF per l'accesso a un posto alle Olimpiadi di Parigi 2024.
Per indossare la maglia della rappresentativa della nazione araba deve attendere il 30 maggio 2024 chiamata dal nuovo ct Jorge Vilda per l'amichevole con la Repubblica Democratica del Congo, segnando in quell'occasione il suo primo gol in nazionale, quello che al 71' apre le marcature dell'incontro vinto dal Marocco 2-1 con un rigore negli ultimi minuti.

## Statistiche

### Presenze e reti nei club
Statistiche aggiornate al 27 aprile 2025.
| Stagione              | Squadra               | Campionato            | Campionato | Campionato | Coppe nazionali | Coppe nazionali | Coppe nazionali | Coppe continentali | Coppe continentali | Coppe continentali | Altre coppe | Altre coppe | Altre coppe | Totale | Totale |
| Stagione              | Squadra               | Comp                  | Pres       | Reti       | Comp            | Pres            | Reti            | Comp               | Pres               | Reti               | Comp        | Pres        | Reti        | Pres   | Reti   |
| --------------------- | --------------------- | --------------------- | ---------- | ---------- | --------------- | --------------- | --------------- | ------------------ | ------------------ | ------------------ | ----------- | ----------- | ----------- | ------ | ------ |
| 2018-2019             | VGA Saint-Maur        | D2                    | 15         | 2          | CF              | -               | -               | -                  | -                  | -                  | -           | -           | -           | 15     | 2      |
| 2019-2020             | VGA Saint-Maur        | D2                    | 11         | 6          | CF              | 2               | 1               | -                  | -                  | -                  | -           | -           | -           | 13     | 7      |
| Totale VGA Saint-Maur | Totale VGA Saint-Maur | Totale VGA Saint-Maur | 27         | 8          |                 | 2               | 1               |                    | -                  | -                  |             | -           | -           | 28     | 9      |
| 2020-2021             | Fleury                | D1                    | 12         | 1          | CF              | 1               | 0               | -                  | -                  | -                  | -           | -           | -           | 13     | 1      |
| 2021-2022             | Fleury                | D1                    | 16         | 2          | CF              | 2               | 0               | -                  | -                  | -                  | -           | -           | -           | 18     | 2      |
| Totale Fleury         | Totale Fleury         | Totale Fleury         | 28         | 3          |                 | 3               | 0               |                    | -                  | -                  |             | -           | -           | 31     | 3      |
| 2022-2023             | Nantes                | D2                    | 22         | 2          | CF              | 2               | 1               | -                  | -                  | -                  | -           | -           | -           | 24     | 3      |
| 2023-2024             | Strasburgo            | D2                    | 22         | 13         | CF              | 3               | 2               | -                  | -                  | -                  | -           | -           | -           | 25     | 15     |
| 2024-2025             | Strasburgo            | PL                    | 17         | 3          | CF              | 0               | 0               | -                  | -                  | -                  | -           | -           | -           | 17     | 3      |
| Totale Strasburgo     | Totale Strasburgo     | Totale Strasburgo     | 39         | 16         |                 | 3               | 2               |                    | -                  | -                  |             | -           | -           | 42     | 18     |
| Totale carriera       | Totale carriera       | Totale carriera       | 116        | 29         | -               | 10              | 3               |                    | -                  | -                  |             | -           | -           | 126    | 32     |

### Cronologia presenze e reti in nazionale
| Cronologia completa delle presenze e delle reti in nazionale ― Marocco | Cronologia completa delle presenze e delle reti in nazionale ― Marocco | Cronologia completa delle presenze e delle reti in nazionale ― Marocco | Cronologia completa delle presenze e delle reti in nazionale ― Marocco | Cronologia completa delle presenze e delle reti in nazionale ― Marocco | Cronologia completa delle presenze e delle reti in nazionale ― Marocco | Cronologia completa delle presenze e delle reti in nazionale ― Marocco | Cronologia completa delle presenze e delle reti in nazionale ― Marocco |
| Data                                                                   | Città                                                                  | In casa                                                                | Risultato                                                              | Ospiti                                                                 | Competizione                                                           | Reti                                                                   | Note                                                                   |
| ---------------------------------------------------------------------- | ---------------------------------------------------------------------- | ---------------------------------------------------------------------- | ---------------------------------------------------------------------- | ---------------------------------------------------------------------- | ---------------------------------------------------------------------- | ---------------------------------------------------------------------- | ---------------------------------------------------------------------- |
| 1-7-2023                                                               | Ferrara                                                                | Italia                                                                 | 0 – 0                                                                  | Marocco                                                                | Amichevole                                                             | -                                                                      | 45’                                                                    |
| 26-10-2023                                                             | Marrakech                                                              | Marocco                                                                | 0 – 2                                                                  | Namibia                                                                | Torneo preolimpico CAF                                                 | -                                                                      |                                                                        |
| 30-5-2024                                                              | Berkane                                                                | Marocco                                                                | 2 – 1                                                                  | RD del Congo                                                           | Amichevole                                                             | 1                                                                      |                                                                        |
| Totale                                                                 |                                                                        | Presenze                                                               | 3                                                                      |                                                                        | Reti                                                                   | 1                                                                      |                                                                        |

## Palmarès

### Club
- Campionato francese di seconda divisione: 1

Strasburgo: 2023-2024